# Classe Artigliere (cacciatorpediniere)
La classe Artigliere di cacciatorpediniere era costituita da due unità che la Marina Militare nella sua fase di ricostruzione post-bellica acquistò nel 1951 dagli Stati Uniti d'America.
Le due unità denominate nella United States Navy USS Woodworth della classe Benson e USS Nicholson della classe Gleaves vennero ribattezzate rispettivamente Artigliere (D 553) e Aviere (D 554). Le due unità erano appartenenti a due classi diverse ma con le medesime caratteristiche generali, tanto che spesso la classe viene identificata come classe Benson/Livermoore.
Le due unità della classe entrarono in servizio insieme alle unità classe Aldebaran nel quadro di un programma di potenziamento navale avviato nel 1950 e, benché risalissero ai primi anni quaranta, contribuirono con i loro quattro cannoni da 5in/38 a potenziare la componente artiglieresca delle forze navali di superficie della Marina Militare incrementandone al tempo stesso le capacità antiaeree. Insieme alle armi, anche le nuove apparecchiature elettroniche per la direzione del tiro e la sorveglianza aeronavale rappresentarono il punto di partenza per l'addestramento del personale su sistemi di nuova generazione che sarebbero stati adottati successivamente in maniera più diffusa e generalizzata.

## Unità
L'Artigliere, costruito nel cantiere Bethlehem di San Francisco, varato il 29 novembre 1941, entrò in servizio il 30 aprile 1942. Dopo aver preso parte alla seconda guerra mondiale ed essere stato posto in riserva l'11 aprile 1946, venne ceduto all'Italia il 15 gennaio 1951 ed ebbe la matricola D 553, rimanendo in servizio fino al 1970 per essere definitivamente radiato nel 1971.

Il cacciatorpediniere Aviere dopo la cessione della nave all'Italia

Dopo la sua dismissione la nave venne usata come unità didattica alle scuole CEMM della Maddalena. Nel 1983 il suo scafo venne affondato nel corso di un'esercitazione dal sottomarino Nazario Sauro.
La seconda unità, l'Aviere, costruito nell'arsenale di Boston, varato il 31 maggio 1940, entrò in servizio il 3 giugno 1941. Dopo aver preso parte alla seconda guerra mondiale, operando sia nell'Atlantico che nel Pacifico ed essere stato posto in riserva il 26 febbraio 1946, venne ceduto all'Italia con la consegna alla Marina Militare il 15 gennaio 1951 ed ebbe la matricola D 554. La nave effettuò attività di squadra fino al 1970, quando con la messa in disarmo dell'Artigliere venne utilizzata come "nave esperienza" per la sperimentazione di sistemi attualmente in uso a bordo di numerose unità navali italiane ed estere. Tra i sistemi d'arma sperimentati il nuovo cannone da 127/54 mm dell'Oto Melara, imbarcato a prora, e successivamente sostituito da un modello di lanciabombe antisommergibile automatico a canna singola. A poppa venne invece montata una particolare versione del 76/62 mm "Compatto" dotata di un sistema per la direzione locale del tiro, poi non adottato nella configurazione definitiva del pezzo che fu il progenitore dell'attuale 76/62 Super Rapido. Fra i due fumaioli venne sistemato un prototipo del lanciatore ad otto celle Albatros per il nuovo sistema missilistico superficie-aria a corto raggio Aspide con le relative apparecchiature di guida, che sarebbero state in seguito integrate in un sistema che avrebbe permesso anche l'asservimento dei pezzi d'artiglieria. L'Aviere fu radiato il 1º settembre 1975.